# Down to Earth (Jem-album)
A Down to Earth Jem walesi énekesnő második albuma. Az énekesnő többek közt Lester Mendezzel és Greg Kurstinnal dolgozott az albumon. A You Will Make It című számon, amely a szeptember 11-ei terrortámadásról szól, Vusi Mahlasela dél-afrikai énekes-dalszerző és aktivista is közreműködik. Az Aciiid! című dalban Jem japánul énekel.
Az album az amerikai Billboard 200 albumslágerlista 43. helyén nyitott, az első héten 10 642 példány kelt el belőle. Az első kislemez, az It's Amazing szerepelt a Szex és New York film filmzenealbumán is. 2008 augusztusában a második kislemez, a Crazy is megjelent az iTuneson és más digitális zeneboltokban.
Jem szeptember 20-ai blogbejegyzésében elnézést kér az album nemzetközi megjelenésének késése miatt: „Szeretnék elnézést kérni mindenkitől, aki nem az USA-ban lakik, amiért az album, mint észrevehettétek, nem ugyanakkor jelenik meg, mint itt. A késés nem volt szándékos, és nem tetszik, de nem tehetek róla (politika, ú… valószínűleg nem kellett volna az én A Birodalom visszavágomnak nevezni a kezdettől fogva… sötét dolgok ezek, ember!)”
2008 szeptemberében Jem hivatalos weboldala a következőket írta az albumcímről: „A Down to Earth azt is jelenti, Jem továbbra is két lábbal áll a földön. Talán mert már korán megtapasztalta, mi van a színfalak mögött… / De leginkább abból ered, hogy elsődleges mozgatórugója még mindig a dalszerzés, felvételek és előadás öröme. Minden más csak a szósz. / Egy utolsó gondolat még az album címéről: Nem számít, milyen lelkendezve fogadják, Jemet nem érdekli a hírnév.”

## Kislemezek
- It’s Amazing (2008. június 3.)
- Crazy (2008. augusztus 26.)
- And So I Pray (2009. május 26.)

## Számlista
| #   | Cím                                     | Szerzők                                       | Hossz |
| --- | --------------------------------------- | --------------------------------------------- | ----- |
| 1.  | Down to Earth                           | Jem Griffiths, Jeff Bass, Justin Griffiths    | 4:34  |
| 2.  | Crazy                                   | Jem Griffiths, Jeff Bass                      | 3:39  |
| 3.  | I Want You To…                          | Jem Griffiths, Lester Mendez, Lucas MacFadden | 3:39  |
| 4.  | It’s Amazing                            | Lester Mendez, Jem Griffiths                  | 3:58  |
| 5.  | Keep On Walking                         | Jem Griffiths, Jeff Bass                      | 4:12  |
| 6.  | You Will Make It (feat. Vusi Mahlasela) | Jem Griffiths, Justin Griffiths               | 6:12  |
| 7.  | I Always Knew                           | Lester Mendez, Jem Griffiths                  | 3:10  |
| 8.  | Got It Good                             | Jem Griffiths, Jeff Bass                      | 4:27  |
| 9.  | Aciiid!                                 | Greg Kurstin, Jem Griffiths                   | 2:57  |
| 10. | How Would You Like It                   | Jem Griffiths, Justin Griffiths               | 4:02  |
| 11. | And So I Pray                           | Jem Griffiths, Kevin Beber                    | 2:42  |
| 12. | On Top of the World                     | Lester Mendez, Jem Griffiths                  | 4:52  |
| 13. | Forever and a Day (iTunes bónuszdal)    | Jem Griffiths                                 | 3:46  |

## Megjelenési dátumok
Az album megjelenési dátumai:
| Ország                    | Dátum                |
| ------------------------- | -------------------- |
| Amerikai Egyesült Államok | 2008. szeptember 16. |
| Kanada                    | 2008. szeptember 16. |
| Japán                     | 2008. szeptember 16. |
| Írország                  | 2009. január 30.     |
| Egyesült Királyság        | 2009. február 2.     |
| Európa                    | 2009. február 2.     |
| Svédország                | 2009. február 4.     |
| Portugália                | 2009. február 16.    |
| Lengyelország             | 2009. február 16.    |
| Dánia                     | 2009. február 23.    |
| Németország               | 2009. február 27.    |
| Ausztria                  | 2009. február 27.    |
| Hollandia                 | 2009. február 27.    |
| Svájc                     | 2009. február 27.    |
| Norvégia                  | 2009. március 2.     |
| Franciaország             | 2009. március 3.     |
| Finnország                | 2009. március 4.     |
| Olaszország               | 2009. március 6.     |

## Helyezések
| Slágerlista (2008)    | Legmagasabb helyezés |
| --------------------- | -------------------- |
| USA Billboard 200     | 48                   |
| Slágerlista (2009)    | Legmagasabb helyezés |
| Brit albumslágerlista | 64                   |